# Saint-Privat (Ardèche)
Saint-Privat é uma comuna francesa na região administrativa de Auvérnia-Ródano-Alpes, no departamento de Ardèche. Estende-se por uma área de 6,13 km², com 1 427 habitantes, segundo os censos de 1999, com uma densidade de 232 hab/km².